# Bateria da Quitanda
A Bateria da Quitanda localizava-se na ilha de Itaparica, atual município de Vera Cruz, no litoral do estado da Bahia, no Brasil.

## História
No contexto da Guerra da independência do Brasil (1822-1823), esta bateria constituiu-se em importante foco de resistência contra as tropas portuguesas, baseadas em Salvador, sob o comando do Brigadeiro Inácio Luís Madeira de Melo (1775-1833).
Desconhecem-se informações adicionais sobre esta estrutura, ignorada pela historiografia tradicional sobre fortificações no Brasil.